# 서울양목초등학교
서울양목초등학교(서울陽木初等學校)는 대한민국 서울특별시 양천구 신정4동에 있는 초등학교이다.

## 연혁
- 1980년 4월 17일: 서울양목초등학교 개교(40학급)
- 1981년 2월 14일: 제1회 졸업식(351명)
- 1983년 9월 1일: 양명국민학교 분리
- 1996년 3월 1일: 병설유치원 설립